# Histropedia

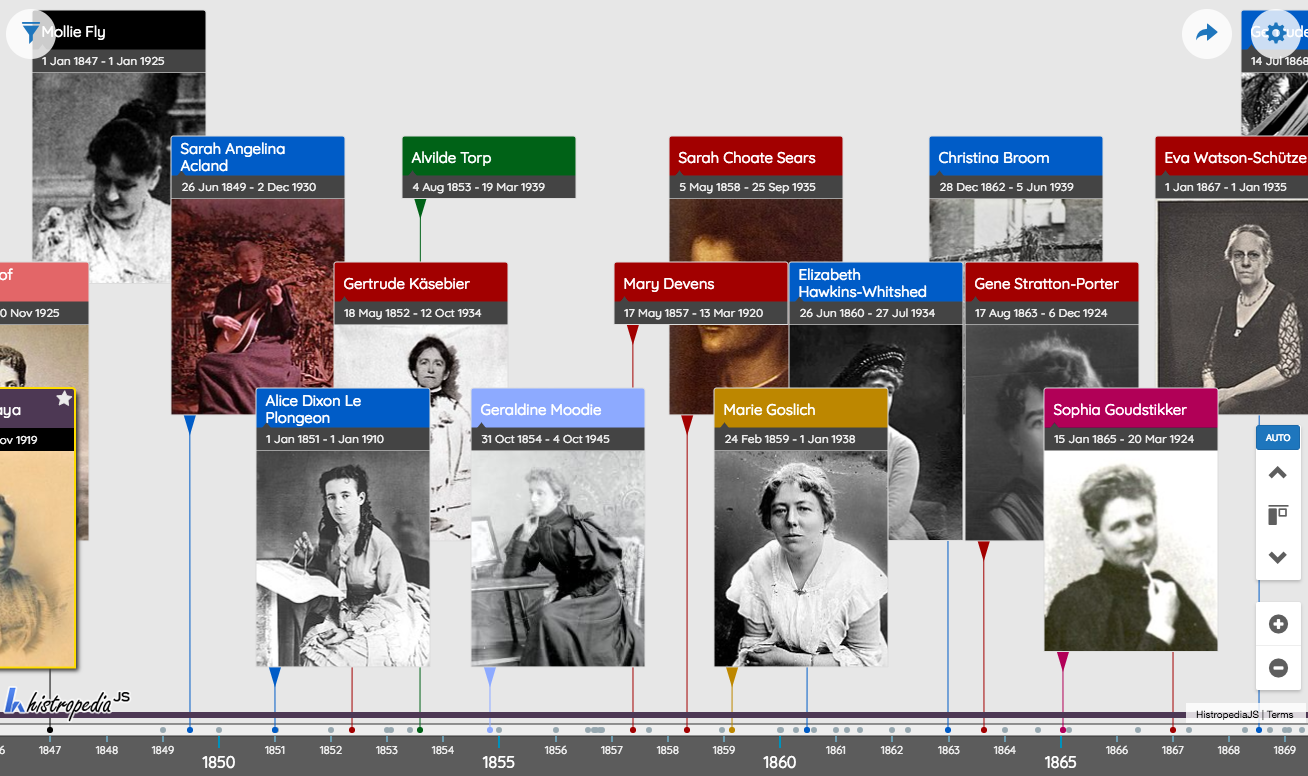
Una línia de temps de les primeres fotògrafes a "Histropedia", basada en una consulta de Wikidata

Histropedia és una eina interactiva que permet mostrar esdeveniments històrics, que funciona extraient dades de Wikidata i Viquipèdia i traça esdeveniments en una línia de temps.
Quan es presenta un esdeveniment a la línia de temps, la informació relacionada, com ara vídeos de YouTube, mencions a Twitter i llibres sobre temes similars d'Amazon, es poden veure disponibles en un quadre emergent. L'eina fou presentada públicament a la conferència de Wikimania l'agost del 2014 al Barbican Centre de Londres.